# Uhelný vrch (Ralská pahorkatina)
Uhelný vrch (452 m), též Kolo z německého Kohlberg, je vrch v okrese Mělník Středočeského kraje v Chráněné krajinné oblasti Kokořínsko – Máchův kraj. Leží asi 1,6 km severovýchodně od vesnice Olešno na příslušném katastrálním území. Vrch patří do skupiny tzv. Houseckých vrchů.

## Popis vrchu

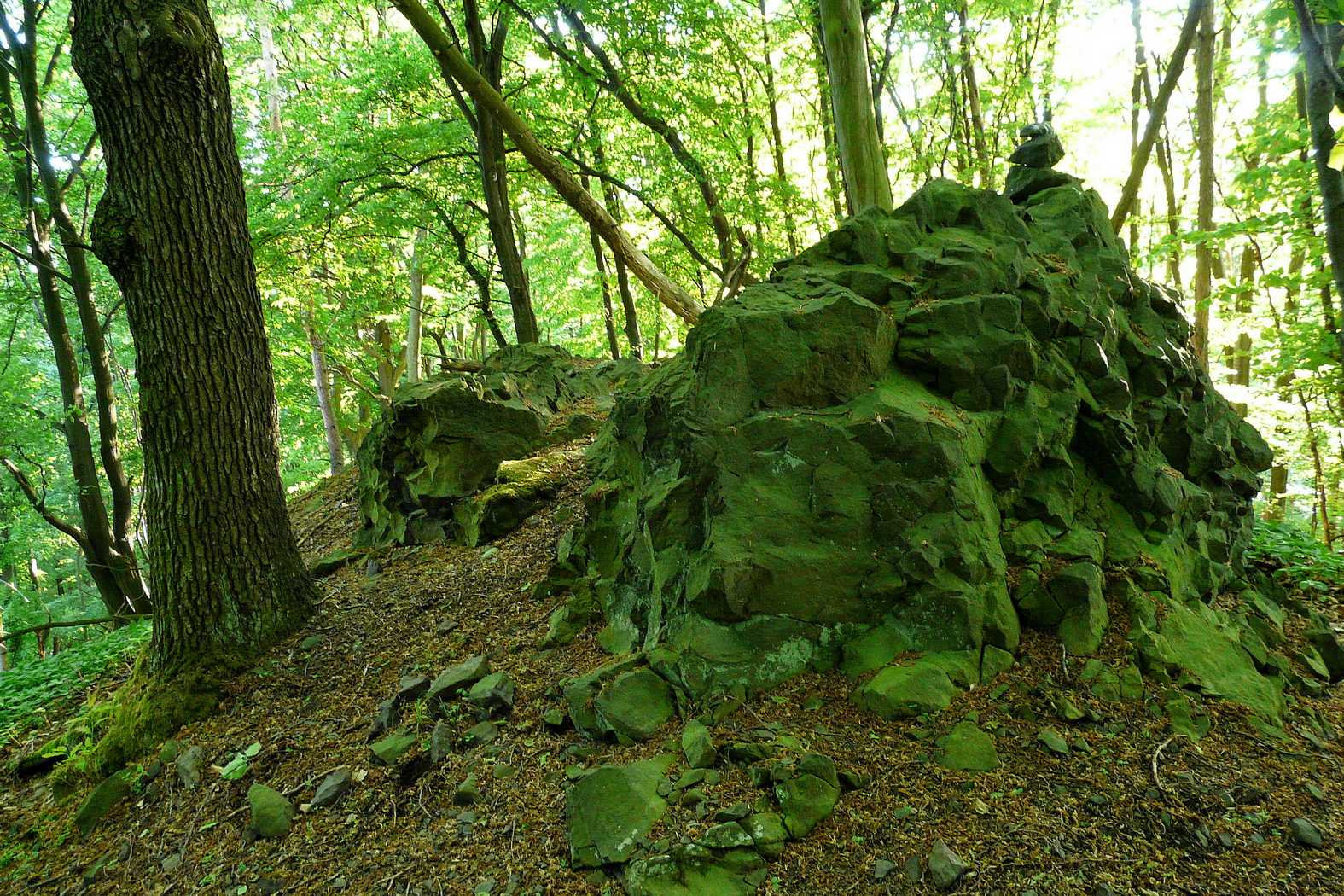
Vrcholový vulkanit Uhelného vrchu

Je to neovulkanický suk tvaru nesouměrného kužele protaženého ve směru ZJZ–VSV. Je tvořen svrchnokřídovými křemennými pískovci s pronikem čedičové horniny. Vulkanitové těleso je odhaleno na vrcholu a na svazích, kde je částečně je odtěženo kamenolomem. Vrch pokrývá převážně listnatý les. Na východním svahu je omezená vyhlídka na Vrátenskou horu. Uhelný vrch tvoří těsnější dvouvrší se severně ležícím Druclíkem (481 m).

## Geomorfologické zařazení
Vrch náleží do celku Ralská pahorkatina, podcelku Dokeská pahorkatina, okrsku Polomené hory, podokrsku Housecká vrchovina a Libovické části.

## Přístup

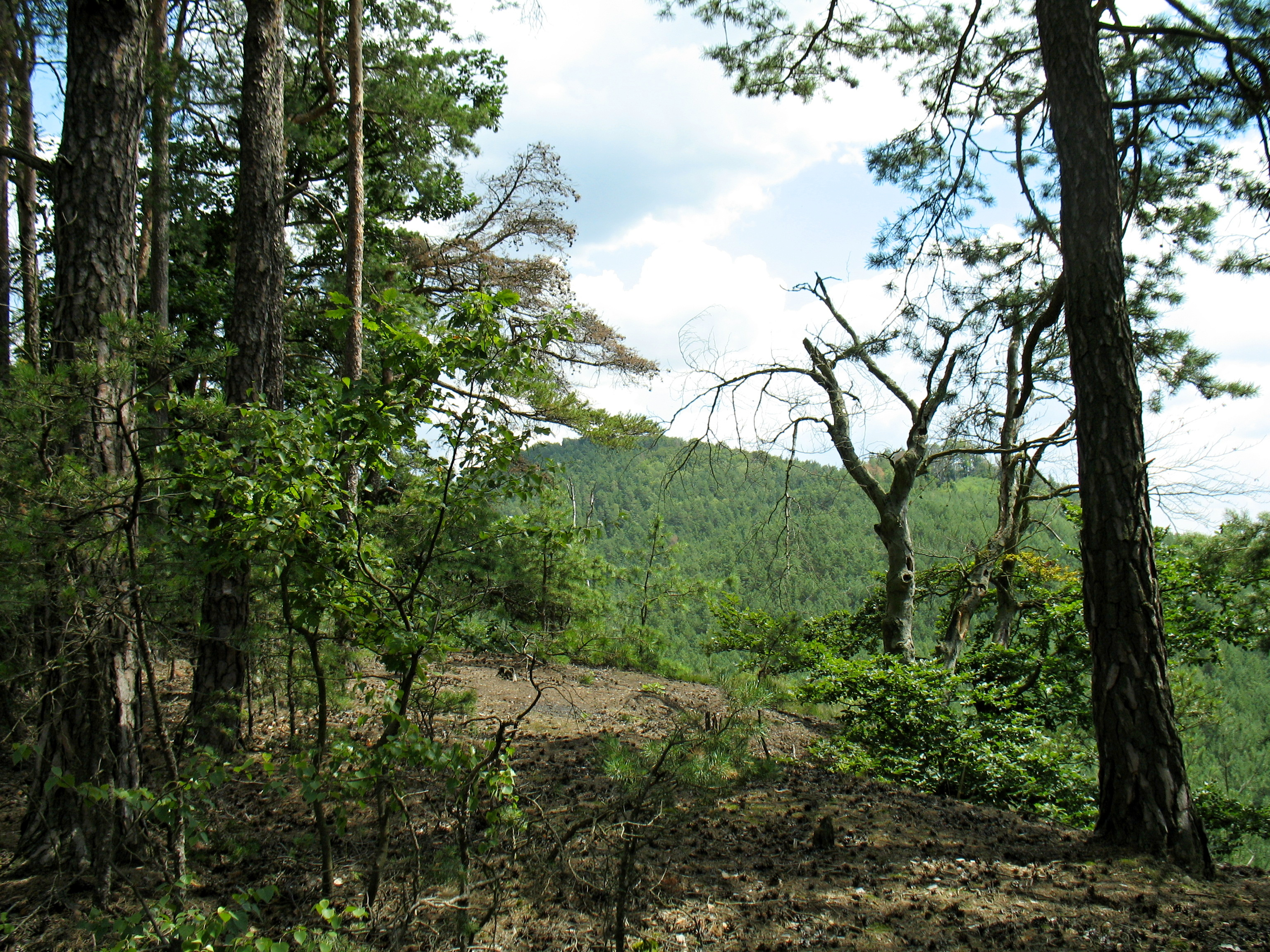
Pohled na Uhelný vrch (vlevo) z cesty ke Zkamenělému zámku u Konrádova

Automobilem se dá nejblíže dojet na parkoviště u hradu Houska či do Brusného 2.dílu. Kolem vrchu procházejí turistické značky zelená (Brusné – Konrádov) a červená (Houska – Ráj), které se křižují v rozcestí Pod Drnclíkem. Na samotný vrchol nevede žádná cesta.